# مقاطعة أليني (بنسلفانيا)
مقاطعة أليني (بالإنجليزية: Allegheny County, Pennsylvania)‏ هي إحدى مقاطعات ولاية بنسلفانيا في الولايات المتحدة. بلغ عدد سكانها 1223348 نسمة في عام 2010 حسب إحصاء مكتب تعداد الولايات المتحدة.

## أعلام
- ديفيد إم. باري
- جيم كالاهان
- لويس ويبر
- دونالد إبراهام
- باني يياغر
- جيمس بومان
- ساندرا ويلنر
- ماثيو ريدجواي

## وصلات خارجية
- www.county.allegheny.pa.us